# Farysporium endotrichum
Farysporium endotrichum är en svampart som först beskrevs av Miles Joseph Berkeley, och fick sitt nu gällande namn av Vánky 1999. Farysporium endotrichum ingår i släktet Farysporium och familjen Anthracoideaceae.   Inga underarter finns listade i Catalogue of Life.